# Rajd Kormoran 1986
Rajd Kormoran 1986 – 14. edycja Rajdu Kormoran. Był to rajd samochodowy rozgrywany od 3 do 4 października 1986 roku. Była to piąta runda Rajdowych Samochodowych Mistrzostw Polski w roku 1986. Rajd składał się z siedemnastu odcinków specjalnych. Został rozegrany na nawierzchni asfaltowej (pierwszy OS) i szutrowej (pozostałe OS-y). Zwycięzcą został Marian Bublewicz.

## Wyniki końcowe rajdu[1][2]
| Miejsce | Kierowca            | Pilot               | Samochód               | Czas    | Strata | Grupa Klasa |
| ------- | ------------------- | ------------------- | ---------------------- | ------- | ------ | ----------- |
| 1       | Marian Bublewicz    | Ryszard Żyszkowski  | FSO Polonez 2000 Turbo | 1:44:29 | -      | B-31        |
| 2       | Błażej Krupa        | Piotr Mystkowski    | Renault 5 GT Turbo     | 1:49:28 | +4:59  | A-13        |
| 3       | Lesław Orski        | Lech Wójcik         | Volkswagen Golf II GTi | 1:50:01 | +5:32  | A-13        |
| 4       | Marek Sadowski      | Barbara Stępkowska  | FSO 1600               | 1:54:51 | +10:22 | A-14        |
| 5       | Krzysztof Hołowczyc | Marek Omelańczuk    | FSO 1500               | 1:56:02 | +11:33 | A-14        |
| 6       | Mariusz Kostrzak    | Marcin Augustyn     | Toyota Corolla GT      | 1:56:59 | +12:30 | A-13        |
| 7       | Dariusz Poletyło    | Marek Pyrzyna       | FSO 1600               | 1:58:00 | +13:31 | A-14        |
| 8       | Tadeusz Buksowicz   | Wojciech Malanowski | FSO Polonez 1600       |         |        | A-14        |
| 9       | Ryszard Adamek      | Zbigniew Baran      | FSO Polonez 2000       | 2:01:47 | +17:18 | B-22        |
| 10      | Robert Gryczyński   | Piotr Spiegel       | FSO Polonez 1500       |         |        | A-14        |